# La Direction
Albums de Sofiane
93 Empire
(2018)
La Direction est le troisième album studio du rappeur français Sofiane, sorti le 21 mai 2021 sur le label Affranchis Music,.

## Liste des titres
| 1.    | Zidane                             | Tarik Azzouz                | 1:58 |
| 2.    | American Airlines (feat. SCH)      | T-Desco, Mi8 & Therapy 2093 | 3:41 |
| 3.    | Attrape-moi si tu peux             | Zeg P & Seezy               | 3:31 |
| 4.    | XIII                               | Seezy                       | 2:56 |
| 5.    | Monsieur Alexandre                 | Deymon Beatz & Ladjoint     | 3:38 |
| 6.    | Bout de papier (feat. Sifax)       | Zeg P & Seezy               | 3:02 |
| 7.    | I.R.F                              | Voluptyk                    | 1:59 |
| 8.    | Traumatisé                         | T-Desco, Mi8 & Therapy 2093 | 3:00 |
| 9.    | Case départ                        | Seezy                       | 3:55 |
| 10.   | Nouveaux Parrains (feat. Soolking) | Nock-Pi & Zeg P             | 2:45 |
| 11.   | C'est la loi (feat. Zeguerre)      | Pavillon Noir & Ladjoint    | 3:02 |
| 12.   | J'te raconte pas (feat. Kenem)     | Kikow                       | 3:27 |
| 13.   | Windsor                            | Zeg P & Seezy               | 3:22 |
| 40:23 |                                    |                             |      |

## Titres certifiés en France
- Attrape-moi si tu peux  Or[3]

## Clips vidéo
- American Airlines (feat. SCH) : 14 octobre 2020
- Nouveaux Parrains (feat. Soolking) : 5 février 2021
- Zidane : 26 avril 2021
- Attrape-moi si tu peux : 14 mai 2021
- Windsor (A Colors Show) : 19 mai 2021
- Case départ : 25 mai 2021

## Classements
| Classements                  | Meilleure position |
| ---------------------------- | ------------------ |
| Belgique (Wallonie Ultratop) | 9                  |
| France (SNEP)                | 1                  |
| Suisse (Schweizer Hitparade) | 23                 |
| Suisse (Charts Romandie)     | 8                  |